# Jänissaari (ö i Kuhmois, Tehinselkä)
Jänissaari är en ö i Finland. Den ligger i sjön Päijänne och i kommunen Kuhmois i landskapet Mellersta Finland, i den södra delen av landet, 160 km norr om huvudstaden Helsingfors. Öns area är 15,5 hektar och dess största längd är 0,8 kilometer i sydöst-nordvästlig riktning.